# Trichopelma corozali
Trichopelma corozali is een spinnensoort uit de familie vogelspinnen (Theraphosidae). De soort komt voor in Cuba en Puerto Rico.